# Loci theologici
Loci Theologici fu un’espressione applicata da Melantone ai sistemi dogmatici protestanti, che fu mantenuta da molti fino al XVII secolo.
Essa è stata mutuata, come lui stesso dice, dall'uso dei retori classici, nelle cui opere topoi o loci denotano i luoghi o le fonti da cui si deducono le prove. Vari indici sistematizzati di questi luoghi furono ricavati dal tempo di Aristotele; sotto questo titolo venivano anche considerate mere categorie formali, come "persona", "natura" o "fortuna". Era compito particolare del retore, tuttavia, far risalire il caso concreto, o «ipotesi», al caso generale, o «tesi». Così si sono evoluti loci communes, cioè argomentazioni che potevano essere applicate a molti casi specifici. I retori umanisti spesso confondevano loci communes con i loci semplici, o concetti basici generali. Ciò era particolarmente vero per Melantone , come risulta dal suo De rhetorica libri tres (Colonia, 1519), nel quale  cercava di formare degli studenti alla disputa.
Di conseguenza consigliò loro di preparare elenchi di tutti i possibili loci communes, e di inserire sotto le rubriche proprie (capita) gli esempi raccolti nel corso della loro lettura. Tra i loci communes teologici egli elenca " fede ", "distruzione del corpo", " Chiesa ", "parola di Dio", "pazienza", " peccato ", " legge ", " grazia ", " amore " e " cerimonia". Altrove definisce loci communes "certe regole generali di vita, di cui gli uomini sono persuasi dalla natura, e che non potrei ingiustamente chiamare leggi di natura". Queste due definizioni, tuttavia non sono chiaramente distinte e la discussione dei loci communes ne risultò qualcosa di vago.
Questa critica vale anche per i loci theologici dei suoi famosi Loci communes rerum theologicarum (del 1521), che sono concetti fondamentali che compaiono nella scienza teologica alla quale si riferisce l’intero contenuto dell’opera.
Melantone inizia con la sua lista preferita ( "Dio ", "uno", "triplo" e " creazione "), e chiude con "condanna" e "beatitudine". Sebbene questo elenco derivi da Pietro Lombardo, il trattamento di Melantone non solo è più chiaro di quello del suo predecessore, ma trae i suoi esempi dalla Bibbia invece che dai Padri della Chiesa, e sotto l’influsso paolino, deduce, oltre ai loci communes, alcuni loci communissimi, come "peccato", "grazia" e "legge". Il libro ebbe un influsso notevole e duraturo. La sua incapacità di dedurre l’intera serie di loci in modo sistematico segnò il mancato raggiungimento dell’unità intrinseca da parte della dogmatica luterana. Fu allora che il termine loci theologici venne gradualmente a denotare il contenuto, e quindi i passaggi principali della Bibbia come inclusi nei singoli loci.
Per la teologia luterana, il libro di Melantone aveva la stessa importanza che aveva per la Scolastica l'opera di Pietro Lombardo. I suoi loci furono oggetto di commenti fino a Leonhard Hutter e il termine loci communes arrivò a connotare qualsiasi opera che trattasse della somma della dottrina cristiana. Tra i Riformati, la frase loci communes fu accettata da Wolfgang Musculus (Basilea, 1560), Peter Martyr (Londra, 1576), Johannes Maccovius (Franeker, 1639) e Daniel Chamier (Ginevra, 1653). Dopo la metà del Seicento, però, il termine cadde in disuso, a seguito del sorgere di una più sistematica trattazione della dogmatica.